# Diageo
Diageo plc è una multinazionale britannica operante nel settore delle bevande alcoliche e fa parte delle 100 aziende con la maggior capitalizzazione nella borsa di Londra. Il gruppo è nato nel 1997 dalla fusione di due compagnie: la britannica GrandMet e l'irlandese Guinness Plc.

## Storia
Il gruppo fu fondato a seguito della volontà da parte del management delle due compagnie di unire i loro business in un'unica grande conglomerata che sarebbe divenuta la prima compagnia a livello mondiale per quote di mercato nel settore delle bevande alcoliche. Grand Metropolitan era stata a sua volta creata nel 1962 come Grand Metropolitan Hotels Ltd., in quanto aveva originariamente cominciato ad operare nel 1934 come catena alberghiera; dopo l'acquisizione del produttore di bevande alcoliche e vinicole International Distillers & Vintners nel 1973 mutò ragione sociale e concentrò il suo business nel settore delle attività rilevate.
Nel corso degli anni aveva rilevato aziende storiche del settore bevande alcoliche italiano, quali Cinzano nel 1992 (dopo essere già entrata nel 25% del capitale della società italiana nel 1985) e Buton (azienda produttrice del brandy Vecchia Romagna) nel 1993. Aveva inoltre rilevato compagnie fuori dal suo perimetro industriale, come il produttore di tabacco Liggett Group Inc. (proprietario del brand di sigarette Liggett & Myers) nel 1980, e nel 1988 il gruppo alimentare statunitense Pillsbury Co., all'epoca proprietaria del marchio di gelati Häagen-Dazs e della catena di fast food Burger King.
Dopo la dismissione negli anni novanta delle sue attività nel settore dei pub, il gruppo decise di stringere l'accordo di fusione con Guinness plc., società anglosassone (fondata in Irlanda da Arthur Guinness come St. James's Gate Brewery nel 1759 e poi trasferitasi in Inghilterra nel 1932 a seguito di un decreto governativo sul controllo delle aziende private) proprietaria dell'omonimo marchio leader mondiale della birra; nel 1997 i direttori delle due compagnie si accordarono per generare la compagnia, la cui denominazione sarebbe dovuta essere GMG Brands.
La creazione della nuova entità fu però osteggiata dalla LVMH Moët Hennessy Louis Vuitton SE di Bernard Arnault, azionista di minoranza col 14,2% della Guinness (che a sua volta possedeva il 34% di Moët Hennessy, la divisione champagne e cognac di LVMH), in quanto la partecipazione di LVMH nella nuova compagnia sarebbe stata ridotta al 7%, proponendo un piano alternativo di fusione nel quale sarebbero state coinvolte anche le attività nel settore del suo gruppo. La proposta fu respinta dagli azionisti e LVMH si accontentò di una partecipazione del 10,89% più un posto nel consiglio d'amministrazione nella neocostituita Diageo. Successivamente, alla fine del 1998, Arnault decise di dimettersi dal cda della società e di cedere la sua partecipazione.
Nel 1999 Diageo cede il marchio Cinzano (insieme al marchio greco Ouzo 12 e marche minori del settore alcolici nel mercato brasiliano) al Gruppo Campari; inoltre sul mercato italiano cede anche la Buton ed il marchio di brandy Vecchia Romagna alla Montenegro s.r.l. (entrambi i marchi italiani prima della fusione dei gruppi in Diageo erano stati rilevati da Grand Metropolitan), società produttrice dell'omonimo amaro. Nel 2000 viene venduta attraverso uno scambio azionario la Pillsbury Company (anch'essa società precedentemente di proprietà di Grand Met) con i relativi marchi Häagen-Dazs, Géant Vert e Old El Paso alla General Mills: contestualmente Diageo rileva il 33% del gruppo alimentare statunitense. nel 2002 la catena di fast food Burger King viene ceduta un consorzio di private equity guidato da Texas Pacific Group, per un valore di 1,5 miliardi di dollari. Nel 2007 Diageo rileva il 43% del capitale di Sichuan Chengdu Quanxing Group of China, società cinese produttrice del baijiu (una bevanda alcolica locale tradizionale) attraverso il brand ShuiJingFang; nel 2012 la multinazionale britannica salirà poi al 53% delle quote della società, la quale viene interamente rilevata l'anno successivo.
Nel 2011 Diageo continua la sua politica di acquisizioni di società produttrici di realtà locali rilevando la Mey Icki, principale produttrice di bevande alcoliche in Turchia, per £1.3 miliardi, e leader di mercato nel Paese nella produzione del raki, l'alcolico tradizionale turco, insieme ad altri marchi di alcolici tra cui Yeni. Nel 2012 Diageo entra nel 27% del capitale della società produttrice di alcolici indiana United Spirits, proprietaria di brand leader di mercato come whisky McDowell e Bagpiper; nel 2014 salirà poi al 55%, acquisendone il controllo. Sempre nel 2014, il gruppo rileva il 50% che ancora non possedeva della proprietà di Don Julio, brand messicano produttore di una vasta gamma di tequila, dalla Tequila Cuervo La Rojena (produttore del José Cuervo, la marca di tequila più venduta al mondo); in cambio Diageo, oltre al pagamento di 408 milioni di dollari per la transazione, cede al gruppo del Messico la proprietà del suo marchio di whisky irlandese Bushmills. Il prodotto viene incluso da Diageo nella sua lista di Reserve Brands, una collezione di distillati premium posseduta dal gruppo.
Nel 2015 Diageo decide di dismettere gran parte del proprio settore dei vini, cedendo negli Stati Uniti e Regno Unito le attività controllate attraverso la divisione Chateau & Estate (comprendente i marchi Beaulieu, Sterling, Provenance, Rosenblum, Acacia, Hewitt e Blossom Hill) alla società statunitense Treasure Wine Estates, ad eccezione dei brand britannici Justerine & Brooks e Chalone Vineyard; i marchi posseduti sul mercato argentino Navarro Correas e San Telmo vengono invece ceduti al Grupo Penaflor. Alla fine dello stesso anno, Diageo riprende la sua politica di interessi in realtà locali, investendo tramite la sua divisione Distill Ventures 10 milioni di sterline nel capitale della società privata danese Stauning Whisky, produttrice dell'omonimo whisky Stauning.
Nel 2016 il marchio di cognac Grand Marnier, di cui Diageo aveva i diritti di commercializzazione e distribuzione in 61 Paesi dal 2009, viene ceduto a Campari. Nel 2017 viene rilevata per 1 miliardo di dollari la proprietà del marchio di tequila di fascia alta Casamigos, fondato quattro anni prima da George Clooney e altri due soci, rafforzando la presenza del gruppo nel comparto delle salse piccanti dove era già presente con i marchi Don Julio, DeLeón e Peligroso. Nel 2018 vengono ceduti per 550 milioni di dollari alla società statunitense Sazerac Company i marchi Seagram’s VO, Seagram’s 83, Seagram’s Five Star, Myers’s, Parrot Bay, Romana Sambuca, Popov, Yukon Jack, Goldschlager, Stirrings, The Club, Scoresby, Black Haus, Peligroso, Relska, Grind, Piehole, Booth’s e John Begg, in quanto non più ritenuti strategici. Nell'agosto 2019, Diageo opera una diversificazione dal business di gestione di marchi di bevande esclusivamente alcoliche, rilevando da Bed Branson la maggioranza di Seedlip Limited, società privata britannica produttrice del brand di liquori analcolici Seedlip, di cui aveva già rilevato il 20% nel 2016 tramite la sua divisione Distilles Ventures.
Nel 2024 vende a Newlat Food, ridenominata dal 2025 NewPrinces l'intero capitale sociale di Diageo Operations Italy S.p.A., comprensivo anche dello stabilimento produttivo italiano di Santa Vittoria d'Alba.

### Situazione attuale
Il gruppo produce principalmente distillati (Vodka, Whisky, Gin, Rum, ecc.), ma anche birra (Guinness, Kilkenny) e vino (principalmente per i mercati nordamericano e nordeuropeo). Nel 2018, secondo la classifica della categoria stilata da Drinks International (una testata britannica reputata come miglior punto di riferimento per esperti e addetti ai lavori nel settore distillati, vini e birre, basata sui volumi di vendita e la tendenza verso i prodotti della categoria), la divisione premium Diageo Reserve è risultata la preferita sui mercato americano di whiskey e vodka con i marchi Ketel One (storico prodotto di origine olandese) e Bulleit; inoltre il brand Tanqueray risulta il migliore nel settore dei gin, ed la tequila Don Julio si conferma per il terzo anno consecutivo la più venduta sul mercato; infine secondo la classifica, il marchio di rum guatemalteco Zacapa si piazza al quarto posto per le vendite e al terzo per popolarità.
Nel 2019 Diageo ha riportato ricavi per 12,9 miliardi di sterline (pari a circa 15 miliardi di €) e generato utili per 4 miliardi di sterline (4,65 miliardi di €); il numero dei dipendenti impiegati è pari a 28.150 unità. Nel febbraio 2020 la multinazionale britannica è stata sanzionata per 5 milioni di dollari dalla Security Exchange per aver spinto distributori sul mercato nordamericano a rifornirsi dei suoi prodotti con lo scopo di migliorare le proprie prestazioni finanziarie nel periodo 2014-2015.

## Curiosità
La denominazione Diageo (pronuncia in inglese: diagìo) è una crasi tra il termine latino dies (giorno) ed il termine greco geo (terra).

## Settori e marchi di Diageo
| Birra             | Guinness, Harp Lager, Kilkenny, Meta Beer, Rockshore, Senator, Smithwick's, Tusker, Hop House 13 |
| Cachaça           | Ypioca, Nega Fulo |
| Gin               | Gilberts, Gordon's, Jinzu Gin, Nolet's, Tanqueray, Villa Ascenti, Gilbey’s |
| Liquori           | Baileys, Godiva, Pimm's, Sheridan, Shui Jing Fang, VENTURO Aperitivo Mediterraneo |
| Raki              | Altinbas, Kulup Raki, Tekirdag Rakisi, Yeni Raki |
| Rum               | Bundaberg, Cacique, Captain Morgan, Ron Zacapa |
| Scotch Whisky     | Bell's, Benrinnes, Black & White, Blair Athol, Buchanan's, Caol Ila Distillery, Cardhu, Cragganmore, Clynelish, Dailuane Distillery, Dalwhinnie, Dufftown Distillery, Glendullan Distillery, Glen Elgin, Glenkinchie, Glen Ord Distillery, Glen Spey Distillery, Grand Old Parr, Haig Club, Justerini & Brooks, Johnnie Walker, Inchgower, Knockando Distillery, Lagavulin, Linkwood Distillery, Mannochmore, Mortlach, Oban Distillery, Royal Lochnagar, Strathmill Distillery, Talisker, Teaninich, Vat 69, White Horse, Windsor |
| Tequila           | Casamigos, Don Julio, DeLeòn |
| Vodka             | American Anthem, Ciroc, Ketel One, Silent Sam, Smirnoff |
| Whiskey Americani | Bulleit, George Dickel, I.W. Harper, Jeremiah Weed, Orphan Barrel, Seagram's Seven Crown |
| Whisky Canadesi   | Crown Royal |
| Whiskey Irlandesi | Roe & Co. Distillery |

## Azionariato
Al 03/2020: Diageo Plc (UK)
- Capital Research & Management Co. (Global Investors) 5,11%
- The Vanguard Group, Inc. 2,88%
- BlackRock Fund Advisors 2,68%
- Massachusetts Financial Services Co. 2,46%
- Wellington Management Co. LLP 2,41%
- Norges Bank Investment Management 2,27%
- Lindsell Train Ltd. 2,24%
- Legal & General Investment Management Ltd. 2,18%
- BlackRock Investment Management (UK) Ltd. 1,68%
- Davis Selected Advisers LP 1,56%